# Domingo Elías
Domingo Elías Carbajo (Ica, 19 luglio 1805 – Lima, 3 luglio 1867) è stato un politico peruviano.
È stato Presidente del Perù dal 17 giugno al 10 agosto 1844.